# Claes Andersson
Pour les articles homonymes, voir Andersson.
Claes-Johan Rudolf Andersson, dit Claes Andersson, né le 30 mai 1937 à Helsinki et mort le 24 juillet 2019, est un psychiatre finlandais de langue suédoise.
Également auteur, musicien de jazz, homme politique et ancien membre de la Diète nationale de Finlande, représentant l'Alliance de gauche et la Ligue démocratique du peuple finlandais, il a été membre du Parlement finlandais en 1987-1999 et en 2007-2008.

## Biographie
Claes Andersson a étudié la médecine et s'est spécialisé en psychiatrie. Il a travaillé comme médecin au service hospitalier Tammiharju à partir de 1962 à 1967, à l'Hôpital Hesperia de 1967 à 1969 et comme médecin-chef au Veikkola Sanatorium de 1969 à 1973. Sa carrière d'écrivain a commencé en 1962 avec un recueil de poésie. Dans l'ensemble, son travail comprend plus de vingt  recueils de poésie, de l'ouïe et de spectacles ainsi que quelques œuvres de prose. Ses œuvres ont été traduites et publiées en sept langues. Claes Andersson y exerce la critique sociale, appelant carences humaines et sociales, souvent accentuée avec des détails médicaux.
Claes Andersson a aussi été actif politiquement. De 1987 à 1999, puis de 2007 à 2008, il siégea au Parlement finlandais, d'abord pour la Ligue démocratique du peuple finlandais et ensuite pour l'Alliance de gauche, dont il fut le porte-parole de 1990 à 1998. En tant que candidat à l'élection présidentielle finlandaise de 1994, il a reçu 3,8 % de votes. De 1995 à 1999, il a été ministre de la Culture de la Finlande. En 2008, il a quitté le Parlement pour des raisons de santé.
Claes Andersson est également un pianiste de jazz reconnu. Il vit à Espoo. Il y décède le 24 juillet 2019.

## Œuvres

### Poésie
- Ventil, 1962
- Som om ingenting hänt, 1964
- Staden heter Helsingfors, 1965
- Samhället vi dör i, 1967
- Det är inte lätt att vara villaägare i dessa tider, 1969
- Bli, tillsammans, 1970
- Rumskamrater, 1974
- Jag har mött dem. Dikter 1962–1974, 1976
- Genom sprickorna i vårt ansikte, 1977
- Trädens sånger, 1979
- Tillkortakommanden, 1981
- Under, 1984
- Det som blev ord i mig. Dikter 1962–1987, 1987
- Mina bästa dagar, 1987
- Som lyser mellan gallren, 1989
- Huden där den är som tunnast, 1991
- Dikter från havets botten, 1993,  (ISBN 978-91-34-51523-9)
- En lycklig mänska, 1996
- Dessa underbara stränder, förbi glidande, 2002
- Mörkret regnar stjärnor, 2002
- Det är kallt, det brinner, 2004
- Tidens framfart, 2005
- Die Stadt heißt Helsinki, 2007,  (ISBN 3-936271-29-1)
- Lust, 2008

### Prose
- Bakom bilderna, 1972
- Den fagraste vår, 1976
- En mänska börjar likna sin själ, 1983
- Mina tolv politiska år, 2000
- Har du sett öknen blomma?, 2006
- Varje slag mitt hjärta slår, 2009
- Guds Profetiska Plan, 2009,  (ISBN 1-4392-2568-0)

### Disques dejazz
- Claes Andersson Trio: These foolish things - Jazz!, Long Play Records, 2002
- Claes Anderssons Orkester: Guldplattan, Alvia Records, 2005

## Prix et récompenses
- 1986 : prix Eino-Leino
- 1988 : prix Finlande de l'Académie suédoise
- 1994 : prix Tollander,
- 2002 : Stig-Sjödin-Preis
- 2006 : Gerard-Bonnier-Lyrikpreis (de)
- 2007 : prix Bellman